# Leere Funktion
Als leere Funktion bezeichnet man in der Mathematik, speziell in der Mengenlehre, eine Funktion, deren Definitionsbereich die leere Menge ist.
Für jede Menge {\displaystyle A} gibt es genau eine solche Funktion
{\displaystyle f_{A}\colon \emptyset \rightarrow A}.
Der Graph einer leeren Funktion ist die leere Menge.

## Nachweise
- Horst Herrlich, George E. Strecker: Category Theory. Heldermann Verlag (2007, englisch).